# Sindora supa
Sindora supa é uma espécie de legume da família Fabaceae.
É endémica das Filipinas.
Está ameaçada por perda de habitat.